# Laurent Fickelson
 (octobre 2011).
Si vous disposez d'ouvrages ou d'articles de référence ou si vous connaissez des sites web de qualité traitant du thème abordé ici, merci de compléter l'article en donnant les références utiles à sa vérifiabilité et en les liant à la section « Notes et références ».
Laurent Fickelson est un pianiste et un compositeur né le 21 avril 1961 à Neuilly-sur-Seine

## Discographie

### En leader
- Under the Sixth (Seventh Records) 1988
- Secret Mood (Shaï) 2000
- The Mind thing (Gaya Music Production) 2011
- In the Street (Socadisc) 2018

### En Side Man
- Simon Goubert, Haïti (Seventh Records)1991
- Yannick Rieu, What is color of love, (Rose) 1995
- Simon Goubert, Le Phare des Pierres Noires (Seventh Records)1998
- Belmondo Quintet, « Infinity », Shaï 1999
- Belmondo Quintet, « Live au Plana », Plana Prod 2001
- Belmondo, « Hymne au Soleil », B-Flat recordings/Discograph 2003
- Belmondo & Yusef Lateef, « Influence », B-Flat recordings/Discograph 2005
- Belmondo Quintet, « Infinity live », B-Flat recordings/Discograph 2009
- Lionel Belmondo, « Clair Obscur », B-Flat recordings/Discograph 2011
- Stéphane Belmondo, The Same as it never was before, Universal Verve 2011

### Direction Artistique
- Stéphane Belmondo, The Same as it never was before, Universal Verve 2011

## Pour approfondir